# Pedro Falla
Pedro Luis Falla  (Neiva, 26 de agosto de 1976) es un actor y matemático colombiano.

## Biografía
Pedro Falla nació el 26 de agosto de 1976 en la ciudad de Neiva.
Realizó sus estudios de Matemáticas en la Universidad Nacional de Colombia en Bogotá. Sin embargo, se presentó para participar en la primera temporada de Expedición Róbinson, que es un reality de supervivencia de las zonas selváticas costeras, y que llegó a quedar elegido. El programa se emitió en 2001 y allí fue reconocido como alguien fiel a sus principios, llegó a instancias finales pero no ganó él sino su amigo, hasta los días de hoy como es, Rolando Patarroyo.
En 2005, participó en el Desafío 2005, otro reality basado en Expedición Robinson.
Así llegó a la televisión y luego a la actuación. Se fue a estudiar actuación en Argentina. 
Ha sido galardonado a nivel nacional en los premios TVyNovelas y premios Talento Caracol.

## Vida personal
Mantuvo una relación sentimental con la también actriz y modelo Michelle Rouillard.

## Filmografía

### Televisión
- Ana de nadie (2023) — Lorenzo Arias
- Enfermeras (2021) — Doctor (Actuación especial)[5]
- Divino niño (2014) — Ep: Amor inválido
- Tu voz estéreo (2013-2016) — Andrés Vera - Bernardo (capítulo 1363 : Alguien te espía
- .[6]
- ¿Dónde está Elisa? (2012) — Ricardo
- La traicionera (2011-2012) — Comandante Navarro.
- Ojo por ojo (2010-2011) —  Rodrigo
- Mujeres al limite (2010)
- La diosa coronada (2010) — Capitán "Capi" (El dueño del Casino)
- Yo no te pido la luna (2010) — Gustavo Rendon
- La dama de Troya (2008-2009) — Daniel Pardo
- Las profesionales, a su servicio (2006-2007)
- Cuando rompen las olas (2006)
- Vuelo 1503 (2005-2006)
- Pecados capitales (2002-2004) — Manuel Uribe Salinas
- Pedro el escamoso (2001-2003) — (Él mismo)

### Reality
- Desafío 2005 (2005) — Él mismo
- Expedición Robinson 1 (2001) — Él mismo

### Cine
- Tu versión de los hechos (corto)
- Las cerezas del cementerio (2005)
- Puertas y ventana (corto)
- Cuando rompen las olas — Asaltante jefe

### Teatro
- Habitación 333
- El Monte Calvo — Sebastián
- Monólogo de un marañón perdido en la selva amazónica
- La ópera de los tres centavos — Guardia de la cárcel
- Sueño de una noche de vera — Egeo y Quince
- La cueva de Salamanca — Músico
- El viejo celoso — El viejo celoso

## Premios y nominaciones

### Premios TVyNovelas
| Año  | Categoría              | Telenovela o Serie | Resultado |
| ---- | ---------------------- | ------------------ | --------- |
| 2004 | Mejor actor revelación | Pecados capitales  | Nominado  |

### Premios Talento Caracol
| Año  | Categoría              | Telenovela o Serie | Resultado |
| ---- | ---------------------- | ------------------ | --------- |
| 2004 | Mejor actor revelación | Pecados capitales  | Ganador   |